# Тарночи, Максимилиан Йозеф фон
Максимилиан Йозеф фон Тарночи (нем. Maximilian Joseph von Tarnóczy; 24 октября 1806, Швац, Австрийская империя — 27 марта 1885, Зальцбург, Австро-Венгрия) — австро-венгерский кардинал. Архиепископ Зальцбурга с 17 февраля 1851 по 4 апреля 1876. Кардинал-священник с 22 декабря 1873, титулом церкви Санта-Мария-ин-Арачели с 27 января 1842.